# Lluís Quer Cugat
Lluís Quer Cugat  va ser un escriptor i economista català, nascut a Reus el 9 de gener de 1850 i mort a la mateixa ciutat el 23 de febrer de 1900.
Pertanyia a la família notable dels Quer de Reus i era cosí de la Prelada Quer i pare de Lluís Quer i Boule. El seu pare, Jaume Quer, era argenter, i va ser regidor diverses vegades i primer tinent d'alcalde a l'ajuntament de Reus.

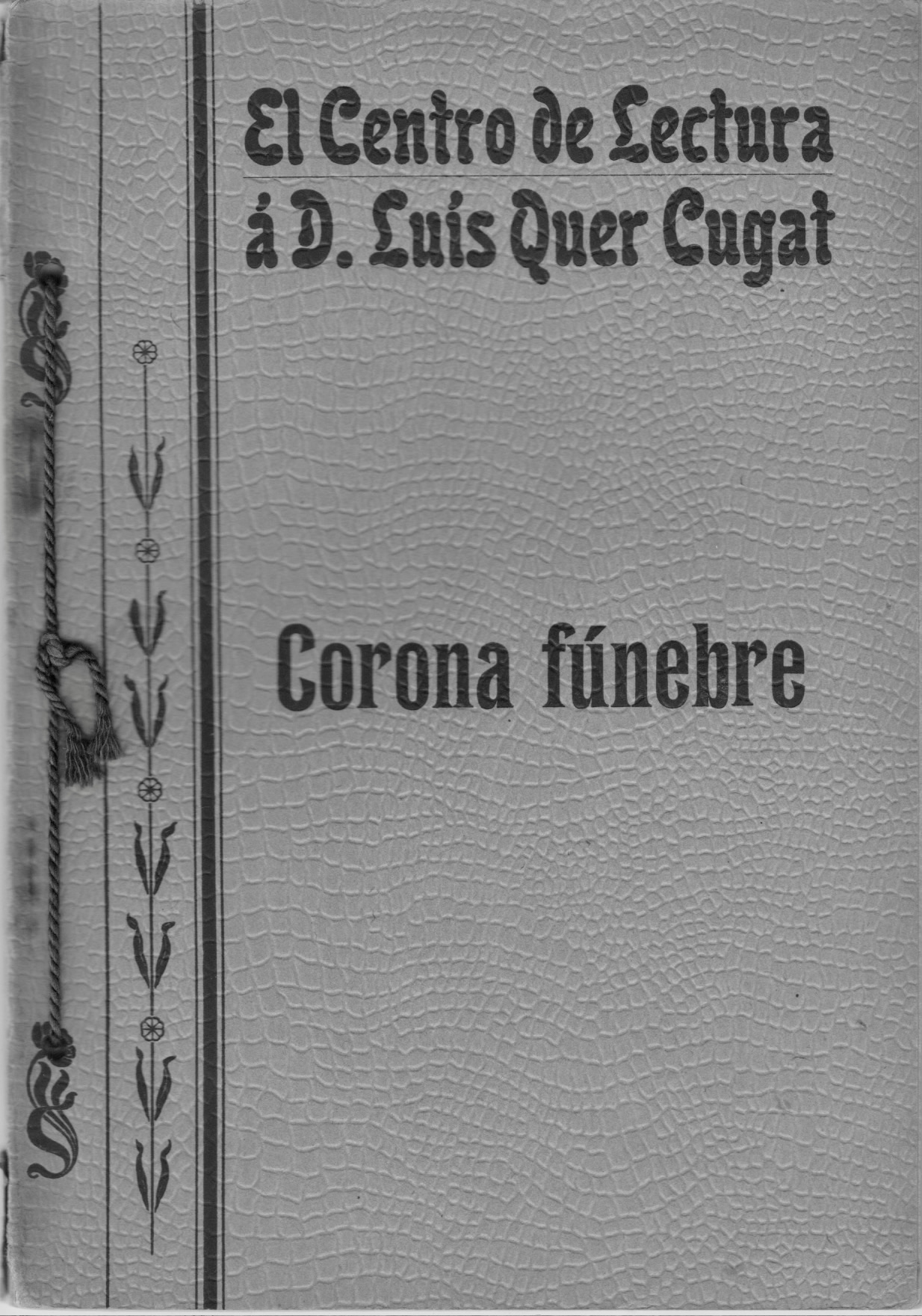
Corona fúnebre en homenatge a Lluís Quer

Va estudiar a les Escoles Pies de Reus i es va dedicar al comerç del vi. Va ser president de la Cambra de Comerç i també president del Centre de Lectura en dues ocasions. Des del 1870 va començar a reunir a casa seva, una casa setcentista al començament del camí de l'Aleixar avui desapareguda, a alguns literats i artistes, entre ells Joaquim Maria Bartrina i Aixemús, Josep Martí Folguera, Francesc Gras i Elies, Eduard Toda i Casimir Prieto Valdés on, entre altres coses, van fundar publicacions literàries o van escriure per d'altres. Va emparentar amb Josep Boule en casar-se amb la seva filla Adelaida, i se n'anà a viure a Anglaterra, on hi residí uns quants anys. Al tornar va establir a Reus una empresa de vins, a la qual dedicà bona part de les seves energies. Publicà assíduament a la premsa local, sobretot a El Crepúsculo, i al Diari de Reus, i també a l'Eco del Centro de Lectura, La Verdad, Lo Somatent, Las Circunstancias, Crónica de Reus i La Autonomía. Va escriure dues obres de teatre: L'hostal de la coixa i Vents d'oratge en col·laboració amb el seu nebot Bonaventura Sanromà i Quer, que juntament amb la comèdia Galletas Jordán es van estrenar a Barcelona entre 1894 i 1896, amb bastant èxit. Va ser regidor a l'ajuntament de Reus, i també diputat provincial. El 1898 va estar entre els que van demanar el concert econòmic dins la Lliga Regionalista. L'any següent fou membre del directori del partit espanyol Unión Nacional. El 1900, just abans de morir, va publicar el monòleg Jo i en Comas. Va morir a Reus el 23 de febrer de 1900. Va ser propietari de la Casa Quer, al camí de l'Aleixar a Reus, i del mas del Quer, també anomenat de vegades mas d'en Boule, en terrenys del qual es va construir molts anys després (als començament dels anys seixanta del segle xx) el Barri Fortuny.
El Centre de Lectura, entitat de la que havia estat president, li va dedicar una "Corona fúnebre" i una "Vetllada necrològica" amb motiu de la seva mort l'any 1900.

## Obres
- L'hostal de la coixa: drama en tres actes i en vers. (Barcelona: Tipografia de Francisco Badia, 1897). En col·laboració amb el seu nebot Bonaventura Sanromà i Quer. Estrenada al Teatre Romea el 23 de març de 1897
- Vents d'oratge: drama original en tres actes i en vers. (Barcelona: Tipografia de Francisco Badia, 1898). En col·laboració amb el seu nebot Bonaventura Sanromà i Quer. Estrenada al Teatre Principal de Barcelona el 21 de març de 1898
- Galletas Jordán: comédia en tres actes. (Barcelona: Tipografía Moderna, 1899), estrenada al Teatre Principal el 9 d'abril de 1898
- Jo i en Comas (Reus, 1900). Monòleg.